# 슈퍼노바 (2020년 영화)
"슈퍼노바"(영어: Supernova)는 2020년 공개된 영국의 성소수자 드라마 영화이다.

## 출연
- 콜린 퍼스 - 샘 역
- 스탠리 투치 - 터스커 역
- 제임스 드레이퍼스 - 팀 역
- 피파 헤이우드 - 릴리 역
- 세라 우드워드 - 수 역